# 대한민국 임시정부 수립 기념일
대한민국 임시정부 수립 기념일(大韓民國臨時政部樹立記念日)은 3·1 운동 정신을 계승해 일제에 빼앗긴 국권을 되찾고, 나라의 자주독립을 이루고자 중화민국 상하이(上海)에서 수립된 대한민국 임시정부의 법통과 역사적 의의를 기리고 선열의 독립정신을 계승 발전시켜 행복한 대한민국으로 나아가는 계기로 삼고자 하는 것을 목적으로 지정한 기념일이다. 1989년까지 한국독립유공자협회에서 주관하던 기념식을 대한민국 정부가 상하이 임시정부 수립일인 4월 11일을 기념하고자 1989년 12월 30일에 국가 기념일로 제정하고, 1990년 4월 13일 제71주년 기념식부터 정부의 주관 행사로 현재까지 거행하고 있다.
2018년까지는 4월 13일에 거행하였으나, 역사 자료를 추가로 발견한 문재인 정부가 역사학계의 의견을 받아 들이면서 2019년부터는 4월 11일에 거행하게 되었다.
유구한 역사와 전통에 빛나는 우리 대한국민은 3·1운동으로 건립된 대한민국임시정부의 법통과...
- 대한민국 헌법 전문

매년 4월 11일 오전 10시 백범김구기념관에서 정부 주요인사, 독립유공자 및 유족, 각계 대표, 시민 등 1,000여명이 참석하여 기념식을 치르며, 이 날에 한해 광복회원과 동반가족 1인은 도시철도·시내버스에 무임으로 승차할 수 있다. 그리고 다음날(4월 12일)까지 전국의 고궁·능원·독립기념관·박물관 등에 무료로 입장할 수 있다.

## 논란
상해임시정부의 수립일인 1919년 4월 11일이라는 주장과 대한민국 임시정부의 수립일은 한성임시정부의 수립일(4월 23일)을 기준으로 해야 하거나 임시정부 통합일(9월 11일)을 기준으로 하자는 주장이 있었다. 그리고 과거 임시정부 수립 기념식을 4월 11일에 거행했다는 자료를 추가 발견했다. 그리고 2018년 10월 30일 국무회의를 통해 2019년부터는 4월 11일로 변경하여 지내게 되었다.

## 같이 보기
- 대한민국의 기념일
- 대한민국 임시정부